# Ронкола
Ро̀нкола (на италиански и на ломбардски: Roncola) е село и община в Северна Италия, провинция Бергамо, регион Ломбардия. Разположено е на 854 m надморска височина. Населението на общината е 780 души (към 2018 г.).